# Deja a los muertos en paz

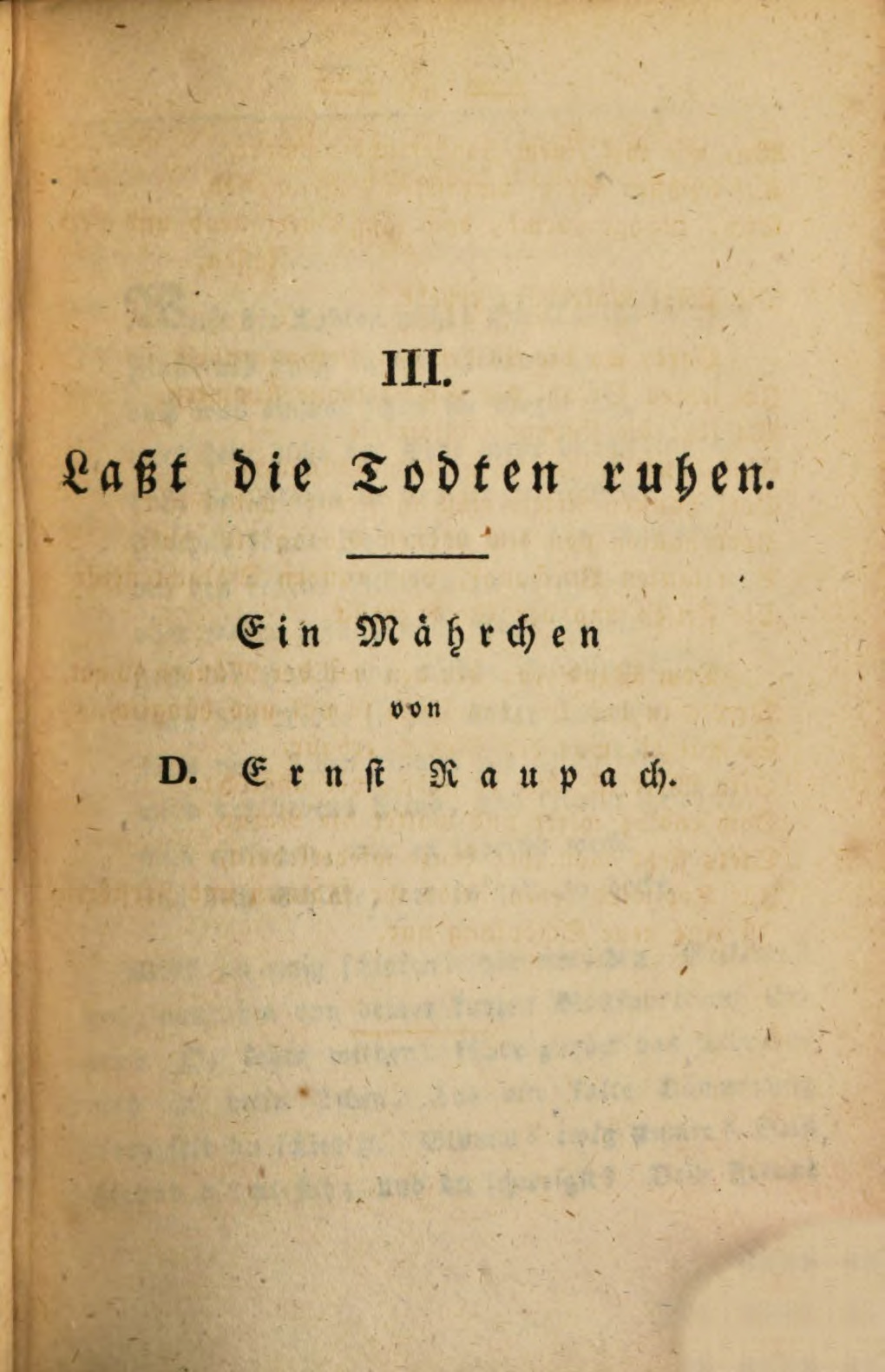
Ejemplar de "Deja a los muertos en paz" impreso en su lengua original en 1823.

Deja a los muertos en paz (Laß die Toten ruhn) (1823), también traducido como No despertéis a los muertos es un cuento de vampiros escrito por el autor alemán Ernst Raupach, aunque durante mucho tiempo fue atribuido a Johann Ludwig Tieck.
Este relato fue publicado en 1823 en las páginas de Minerva, una revista literaria de Leipzig. Ese mismo año el cuento fue traducido del alemán al inglés en el primer volumen de Popular Tales and Romances of the Northern Nations con el título Wake Not the Dead y no solo fue atribuido erróneamente a Tieck, sino que además se eliminó el soneto introductorio, con numerosas lagunas y episodios omitidos una veces por descuido y otras por censura.
Deja a los muertos en paz toma su título de Lenore (1774), la balada vampírica de Gottfried August Bürger, y la trama guarda bastantes semejanzas con El vampiro o La novia difunta (1822) de Heinrich Ludwig Ritter, así como otros relatos anteriores como El vampiro de Polidori y Los vampiros de Charles Nodier, utilizando el tema de la amante macabra que regresa del sepulcro para atormentar a su amado.

## Sinopsis
Walter, un noble de Burgundia, casado en segundas nupcias, se lamenta junto a la tumba de Brunhilde, su amante de juventud y primera esposa cuando a medianoche se encuentra con un hechicero que está recogiendo hierbas para sus sortilegios. El hechicero le plantea la posibilidad de devolverle a su amada, aunque le advierte que es mejor dejar a los muertos en paz. Sin embargo, Walter desecha la advertencia y acepta que el hechicero le ayude a recuperar a su amada Brunhilde.
El hechicero asiente y resucita a la primera esposa de Walter, quien la lleva a su castillo antes del alba. Obsesionado por haberla recuperado, Walter expulsa a su segunda esposa Swanhilde de su lado y convierte a Brunhilde en la dueña de su hogar. Sin embargo, la nueva señora llena de espanto a los criados, pues impone un gobierno implacable sobre todos los que la rodean y al mismo tiempo comienza a alimentarse de sangre.
Pronto comienzan a surgir rumores de la aparición de una peste que siembra estragos en la población, y aunque muchos sospechan de la señora del castillo no se atreven a enfrentarse a ella. En su insaciable sed de sangre Brunhilde mata a los dos hijos de Walter y Swanhilde, y finalmente comienza a alimentarse de Walter, y solo entonces este se da cuenta del error de sus actos.
Walter parte en busca del hechicero que resucitó a Brunhilde y le pide que le libre de la mujer vampiro que bebe la sangre de las personas. Este acepta ayudarle de nuevo y lo acompaña al castillo donde le instruye en la forma de destruirla, aunque advierte a Walter que a partir de entonces jamás debe evocar su amor ni pronunciar su nombre.
Pero Walter, atormentado por el recuerdo y el miedo a que Brunhilde regrese, no encuentra la paz. Acude junto a su segunda esposa Swanhilde intentando reconciliarse con ella, pero al conocer que sus dos hijos están muertos, le rechaza. Despojado de su última esperanza Walter regresa a su hogar, pero mientras atraviesa un bosque se encuentra con una mujer vestida de negro seguida por un séquito de damas y caballeros, y que le pide que la hospede esa noche en su castillo. Walter acepta la petición de la desconocida y dispone un suntuoso banquete para agasajar a su huésped.
La estancia de la mujer de negro se prolonga varios días y Walter, enamorado, le confiesa lo sucedido con Brunhilde. Ella le consuela diciéndole que abandone sus penas y deje de temer al más allá. Al mes Walter pide la mano de la mujer y ella acepta, celebrándose un suntuoso banquete de bodas. Sin embargo, cuando Walter conduce a la novia al lecho nupcial, ella se convierte en una gigantesca serpiente que lo mata, al mismo tiempo que su castillo se desmorona.

## Adaptación cinematográfica
En 1975 el director francés de cine Juan Luis Buñuel realizó la película Leonor, en cooperación con Francia e Italia, basada en el relato Deja a los muertos en paz. Richard (Michel Piccoli), un noble hacendado, pierde a su esposa Leonor y se casa con una joven con la que tiene dos hijos. Diez años después Leonor (Liv Ullmann) vuelve de la tumba y comienzan a morir los niños de la comarca. Richard asesina a su segunda esposa para vivir con su antiguo amor. Cuando descubre el peligro, sus dos hijos ya están muertos, por lo que decide poner fin a su vida.